# Architektur (Informatik)
Architektur (von altgriechisch αρχή archē, deutsch ‚Anfang‘, ‚Ursprung‘, ‚Grundlage‘ und τέχνη téchne, deutsch ‚Kunst‘, ‚Handwerk‘ auch lateinisch tectum ‚Gebäude‘, ‚Haus‘, ‚Dach‘) bedeutet allgemein ‚Baukunst mit zweckbestimmter Gestaltung‘. Speziell in der Informatik bezieht sich „Architektur“ auf informationstechnische Systeme, ihre Zusammensetzung aus verschiedenen Komponenten und deren Zusammenwirken. Der Ausdruck wird in unterschiedlichen Bereichen und Zusammenhängen angewendet.
Gemäß § 2 Nr. 6 des KONSENS-Gesetzes wird unter Architektur eine Beschreibung von IT-, Fach- und Betriebsarchitektur einschließlich der technischen Basis verstanden, auf der IT-Verfahren oder Software zur Umsetzung der festgelegten Anforderungen bereitgestellt werden müssen.

## Begriffsgeschichte
Im 20. Jahrhundert wurde die aus dem Bauwesen stammende Bezeichnung „Architektur“ verallgemeinert und auf andere geplante, komplexe Strukturen und deren Konzeption (Entwurf) übertragen.
Die angewandte Informatik hat den übertragenen Architekturbegriff übernommen. Dies spiegelt wider, dass nach Anwenderanforderungen gearbeitet wird und das Zusammenspiel vieler unterschiedlicher Komponenten berücksichtigt werden muss.

## Verwendungsbereiche
Der Architekturbegriff findet dabei im Wesentlichen in folgenden unterschiedlichen Bereichen Anwendung:
| Bezeichnung             | Komponenten                                                              | Betrachtete Zusammenhänge |
| ----------------------- | ------------------------------------------------------------------------ | --- |
| IT-Architektur          | Informationstechnisches System                                           | Zusammenspiel aller Komponenten eines IT-Systems |
| Unternehmensarchitektur | IT eines Unternehmens                                                    | alle IT-Systeme und Geschäftsprozesse eines Unternehmens                                                                                               |
| Sicherheitsarchitektur  | die Teile eines IT-Systems, die sich auf Informationssicherheit beziehen | |
| Systemarchitektur       | ein einzelnes IT-System                                                  | Beschreibung/Darstellung von (Computer-)Systemkonfigurationen und ihre Beziehung zueinander                                                            |
| Softwarearchitektur     | Software                                                                 | die Funktionsweise von Computerprogrammen, Daten und deren Zusammenspiel                                                                               |
| Datenarchitektur        | Daten                                                                    | grundlegenden Strukturen und Prinzipien zu Daten und Informationen, ihrer Konstruktion, Nutzung und Weiterentwicklung                                  |
| Netzwerktopologie       | Rechnernetz                                                              | Aufbau eines informationstechnischen Netzwerkes |
| Systemarchitektur       | Produktfamilie von Computern                                             | typisierender Begriff für Computer-Produktfamilien |
| Rechnerarchitektur      | Computer                                                                 | Aufbau von Computersystemen als Ganzes, die Operationsprinzipien und die Hardwarestruktur. Typischerweise basierend auf einer Von-Neumann-Architektur. |
| Prozessorarchitektur    | Prozessor                                                                | Funktionsweise der Kernkomponenten einer CPU, z. B. 32-Bit-Architektur                                                                                 |

Der Architekturgedanke erfuhr insbesondere in der Informations- und Softwarearchitektur große Bedeutung, als 1987 durch Kent Beck und Ward Cunningham die Entwurfsmuster des Mathematikers und Architekturtheoretikers Christopher Alexander auf die Softwareerstellung übertragen wurden.
Hierbei wurde die große Verwandtschaft deutlich, die das Verstehen in der Informatik mit dem von Architekten oder Stadtplanern aufweist: bestimmte Anforderungen führen zu einem zu erstellenden Funktionsumfang, der durch einzelne Komponenten realisiert werden muss.
Ein Architekturmodell von Objekten insbesondere aus der Informatik, das als Vorlage für die Entwicklung und somit als Modellmuster dient oder zum Vergleich herangezogen wird, wird Referenzarchitektur genannt.

## Abgrenzung
Die Informationsarchitektur befasst sich mit den für den Nutzer von Informationssystemen möglichen Interaktionen, der An- und Zuordnung und der Benennung der in dem System enthaltenen Informationseinheiten und Funktionen. Sie ist daher keine Architektur im Bereich Informatik.